# Dell Technologies
Dell Technologies Inc. is een van ‘s werelds meest toonaangevende leveranciers van IT-producten, oplossingen en diensten. Het van origine Amerikaanse bedrijf, met het hoofdkantoor in Round Rock (Austin), Texas, is voortgekomen uit de overname van het Amerikaanse EMC Corporation en VMware door Dell Inc.
Dell Technologies had 70% van de aandelen VMware in handen. In november 2021 zijn de aandelen VMware verdeeld over de aandeelhouders Dell Technologies. VMware is in 2024 in handen gekomen van Broadcom Inc..

## Activiteiten
Dell Technologies ontwerpt, fabriceert en verkoopt IT, en IT- gerelateerde producten en oplossingen, waaronder hardware, software en (cloud) diensten.

### Onderdelen
Dell Technologies heeft verschillende bedrijfsonderdelen (Business Units), waaronder de twee belangrijkste:
- Infrastructure Solutions Group (ISG) met de merknaam Dell EMC voor Datacenter, Edge, Converged, Data Protectie en Cloud oplossingen met Server, Storage en Netwerk producten.
- Client Solutions Group (CSG) met de merknamen Dell & Alienware voor zakelijke klanten en consumenten voor (gaming) PC's, Notebooks, Werkstations, Tablets en accessoires.
- Dell Financial Services (DFS) levert financiële diensten aan Dell klanten ter ondersteuning van de twee bovengenoemde bedrijfsonderdelen.

### Resultaten
Het bedrijf heeft een gebroken boekjaar dat loopt van begin februari tot begin februari. Het boekjaar 2024 eindigde op 1 februari 2024.
In 2024 behaalde het bedrijf een omzet van US$ 88 miljard, waarvan het aandeel van diensten in de omzet 30% was. De omzet is nagenoeg gelijk verdeeld over de Verenigde Staten en de rest van de wereld. Het gaf bijna 3% van de omzet uit aan onderzoek en ontwikkeling (R&D). De nettowinst in dat jaar was 3,2 miljard dollar.

## Beursgang
Op 28 december 2018 kreeg Dell Technologies een notering aan de New York Stock Exchange. Dat was mogelijk geworden na de terugkoop van de aandelen die op de NASDAQ stonden genoteerd. De eerste aandelenkoers was US$ 46 waardoor de totale marktwaarde op US$ 16 miljard uitkwam. Het bedrijf had toen voor bijna US$ 53 miljard aan schulden uitstaan.
Er zijn vier aandelenklassen, A tot en met D. Alleen de aandelen van de C-klasse worden verhandeld op onder het ticker symbol DELL. Er staan geen D-aandelen (geen stemrecht) uit en de B en C-aandelen zijn in handen van tiental aandeelhouders. Alle aandelen hebben recht op hetzelfde dividend, maar één C-aandeel heeft één stemrecht en de A en B-aandelen 10 stemrechten per aandeel. 